# 小埼沼

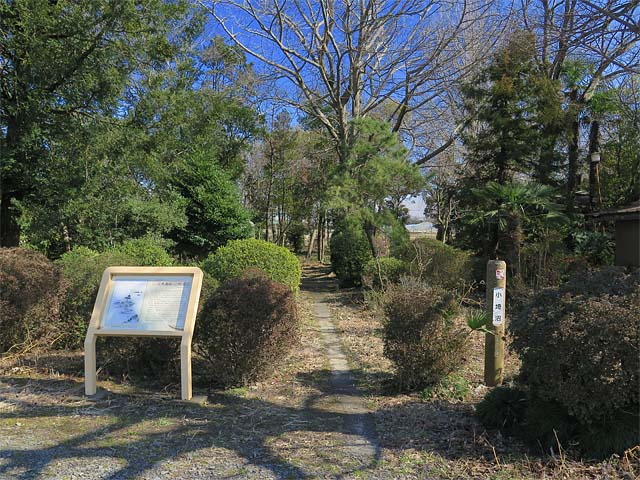
小埼沼（2015年2月）

小埼沼（おさきぬま）は、埼玉県行田市の南東部（埼玉地区）にかつて所在していたとされる沼である。

## 概要

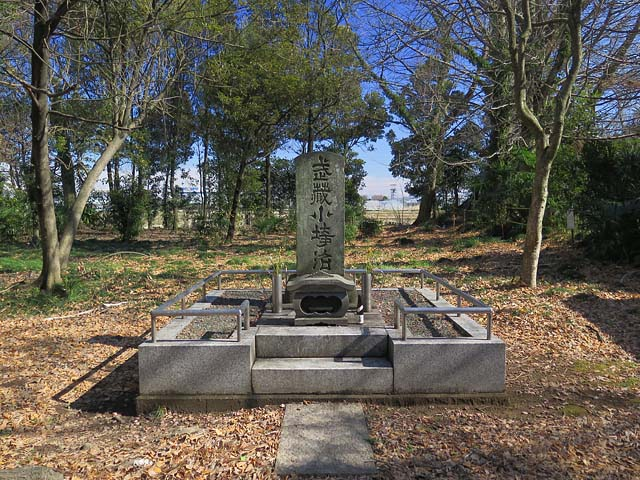
万葉歌碑

小埼沼は尾崎沼・小崎沼とも称される、大字埼玉の東部に所在していたと伝わる沼である。今日では林の中に「武藏小埼沼」と彫られた石碑と池が所在している。
この石碑は1753年（宝暦3年）に忍城主の阿部正允により建てられたものである。万葉集には小埼沼について歌われているものが2首存在し、同地は1961年（昭和36年）9月1日に「万葉遺跡・小埼沼」として埼玉県指定記念物に指定されている。また、伝承による埼玉の津および小埼沼は羽生市大字尾崎とする説やさいたま市岩槻区大字尾ケ崎とする説（共に武蔵国埼玉郡）も存在している。明治期の記録である『武蔵国郡村誌』には「片葉の葭及び菖蒲等を生せり」との記述がみられ、これは小埼沼に伝わる伝承に由来するものである。現在の所在地周辺は水田などの農地となっており、その中に林と池の形で所在するという環境から2012年度（平成24年度）に行田市による自然環境調査の対象地となった。

## 所在地
- 〒361-0025
- 埼玉県行田市大字埼玉2636-3

### 交通アクセス
- JR東日本高崎線行田駅より、行田市内循環バス 観光拠点循環コース 「小埼沼入口」停留所下車徒歩

## 周辺
- 埼玉県
- 行田市
- 古代蓮の里
- 小針クリーンセンター
- さきたま古墳公園
- さきたま古墳群
- 旧忍川
- 小針落
- 川里工業団地
- 埼玉県道364号上新郷埼玉線
- 埼玉県道148号騎西鴻巣線
- 埼玉沼（小針沼）

## 風景

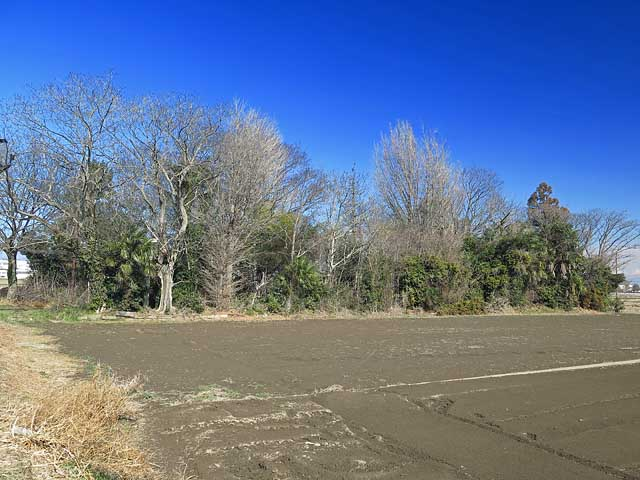
南側より全景を望む
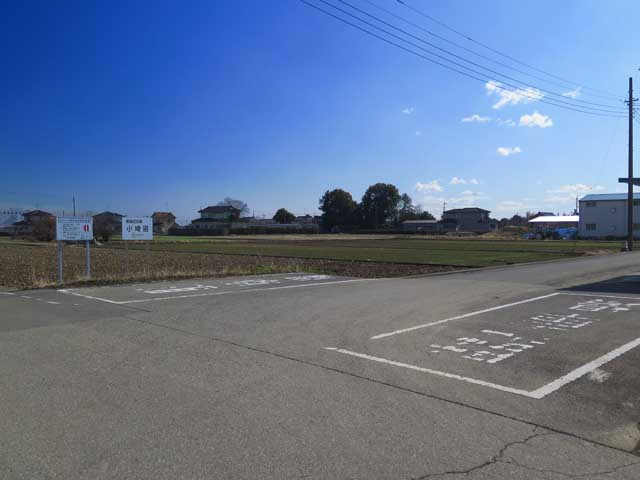
駐車場